# Ellen Kositza
Ellen Kositza (verh. Ellen Kubitschek, vormals verh. Ellen Schenke; * 1. Dezember 1973 in Offenbach am Main) ist eine deutsche Journalistin und Publizistin der Neuen Rechten.

## Leben
Ellen Kositza stammt aus dem hessischen Offenbach am Main. Mit ihrem Ehemann Götz Kubitschek, einem maßgeblichen Akteur der Neuen Rechten, hat sie sieben Kinder. Sie lebt mit ihrer Familie auf einem ehemaligen Rittergut im sachsen-anhaltischen Schnellroda.
Sie studierte in den 1990er-Jahren Lehramt. Noch während ihres Studiums 1993 wurde sie Stammautorin der Zeitung Junge Freiheit. Dort war sie u. a. für den Bereich Dark Wave zuständig. Außerdem setzte sie sich in der JF für die „Rehabilitation eines traditionellen Frauenbildes“ (Helmut Kellershohn) ein. Kositza wurde nach Kellershohn zu einer Hauptartiklerin der Wochenzeitung.
Kositza wird der Neuen Rechten zugerechnet; sie ist dem Fachjournalisten Andreas Speit zufolge „die einzige Frau mit Gewicht innerhalb der Neuen Rechten“. Sie veröffentlichte u. a. in den Zeitschriften Criticón, wir selbst und eigentümlich frei. Wie auch andere JF-Autoren nahm sie an Veranstaltungen der neurechten Denkfabrik Institut für Staatspolitik (IfS) teil; so war sie 2000 Referentin bei einer Sommerakademie. Sie ersetzte dann den Philosophen Erik Lehnert, der als Geschäftsführer an das IfS wechselte, als Autorin bei der durch ihren Mann zu verantwortenden Zeitschrift Sezession. Im Jahre 2010 nahm sie mit anderen Neurechten an einem laut dem Publizisten Volker Weiß „von Neonazis dominierten ‚Gedenkmarsch‘ für die Bombenopfer von Dresden“ teil. Anfang 2015 gehörte sie in Rom zu den Teilnehmern eines Kongresses der rechtspopulistisch-fremdenfeindlichen Partei Lega Nord, bei dem ihr Mann Götz Kubitschek einen Vortrag hielt.
Im Editorial von Christ und Welt bezeichnete die Politikwissenschaftlerin und Publizistin Christiane Florin das Schrifttum der Familie Kubitschek-Kositza als rechtsradikal. 2000 brachte Kositza gemeinsam mit ihrem Mann anlässlich des 80. Geburtstages Armin Mohlers bei der Edition Antaios eine Festschrift heraus. Wissenschaftlichen Publikationen zufolge vertritt sie antifeministische und antiemanzipatorische Positionen. In einem Sammelbandbeitrag von 1995 plädierte sie für die Todesstrafe für Kinderschänder, Vergewaltiger und Dealer. Laut den Publizisten Stephan Braun, Alexander Geisler und Martin Gerster gibt es bei Kositzas Aussagen zur Migration eine Anschlussfähigkeit an das „rechtsextremistische Parteienspektrum“. Am 23. Oktober 2024 war Kositza Livestream-Gast beim damaligen Bundesvorsitzenden der rechtsextremen Partei Die Heimat Frank Franz.

## Auszeichnungen
- 2008: Gerhard-Löwenthal-Preis, ein Journalistenpreis der Jungen Freiheit und der Förderstiftung Konservative Bildung und Forschung[24]

## Schriften (Auswahl)
Monografien
- Gender ohne Ende oder was vom Manne übrigblieb (= Kaplaken. 7). Edition Antaios, Schnellroda 2008, ISBN 978-3-935063-77-7.
- Die Einzelfalle. Warum der Feminismus ständig die Straßenseite wechselt. Verlag Antaios, Schnellroda 2016, ISBN 978-3-944422-17-6.
- Das war’s – Diesmal mit Kindern, Küche, Kritik. Verlag Antaios, Schnellroda 2017, ISBN  978-3-944422-18-3.
- mit Caroline Sommerfeld: Vorlesen. Verlag Antaios, Schnellroda 2019, ISBN 978-3-944422-76-3.
- Geschlecht und Politik (= Kaplaken. 94). Edition Antaios, Schnellroda 2025, ISBN 978-3-949041-94-5.

Herausgeberschaften
- mit Karlheinz Weißmann, Götz Kubitschek (Hrsg./Bearb.): Lauter Dritte Wege. Armin Mohler zum Achtzigsten. Edition Antaios, Bad Vilbel 2000, ISBN 3-935063-00-8.
- mit Götz Kubitschek (Hrsg.): Tristesse Droite. Die Abende von Schnellroda. Verlag Antaios, Schnellroda 2015, ISBN 978-3-944422-21-3.
- mit Götz Kubitschek (Hrsg.): Das Buch im Haus nebenan. Verlag Antaios, Steigra 2020, ISBN 978-3-944422-10-7.

Beiträge in Sammelbänden
- Grenzgänge. In: Roland Bubik (Hrsg.): Wir ’89er. Wer wir sind – was wir wollen. Ullstein, Frankfurt am Main 1995, ISBN 3-548-36643-0, S. 87–105.